# Fernmeldeturm Hohe Wurzel
Der Fernmeldeturm Hohe Wurzel befindet sich auf dem gleichnamigen Berg im Taunus. Es ist ein 133 Meter hoher Fernmeldeturm in Stahlbetonbauweise, welcher das Rhein-Main-Gebiet im Gleichwellenbetrieb mit anderen Standorten mit digitalem Fernsehen DVB-T2 HD und digitalem Radio versorgt. Er wurde im Jahr 1983 erbaut und ersetzte einen älteren Gittermast.

## Frequenzen und Programme

### Analoges UKW-Radio
Für die Hohe Wurzel waren im Genfer Wellenplan 1984 die Frequenzen 100,6, 104,5 und 107,9 zur Versorgung Rheinhessens vorgesehen. Die Frequenzen 100,6 und 104,5 wurden zum Fernmeldeturm Ober-Olm verlagert, der zwar für Rheinhessen nicht optimal ist, aber das Rhein-Main-Gebiet weit besser versorgt als die Hohe Wurzel. Hintergrund: Der Hessische Rundfunk hatte sich gegen die Verbreitung des rheinland-pfälzischen privaten Radio 4 vom Standort Hohe Wurzel gewandt, da Privatfunk damals (1986) in Hessen noch nicht zulässig war, und vor dem VG Wiesbaden Recht bekommen. Die Frequenz 107,9 wurde zunächst für SWR4 Rheinland-Pfalz in der Regionalversion Mainz verwendet, da für dieses noch keine anderen Frequenzen zur Verfügung standen. Erst mit der Aufschaltung zahlreicher Füllsender konnte die Frequenz an den Privatfunk abgegeben werden.
Beim Antennendiagramm sind im Falle gerichteter Strahlung die Hauptstrahlrichtungen in Grad angegeben.
| Frequenz (MHz) | Programm       | RDS PS   | RDS PI | Regionalisierung | ERP (kW) | Antennendiagramm rund (ND)/gerichtet (D) | Polarisation horizontal (H)/vertikal (V) |
| -------------- | -------------- | -------- | ------ | ---------------- | -------- | ---------------------------------------- | ---------------------------------------- |
| 107,9          | Rockland Radio | ROCKLAND | D3AA   | Mainz            | 6,2      | D (120°-250°)                            | H                                        |

Die vier bekanntesten in Hessen empfangbaren Hörfunk-Programme des Hessischen Rundfunks (hr1, hr2-kultur, hr3 und hr4), der Privatsender Hit Radio FFH sowie der Sender Deutschlandfunk werden für das Rhein-Main-Gebiet vom Sender auf dem Großen Feldberg ausgestrahlt.
Für das angrenzende Rheinland-Pfalz bietet der Südwestrundfunk über den Sender Donnersberg die Programme SWR1 Rheinland-Pfalz, SWR2, SWR3 und SWR4 Rheinland-Pfalz (Kaiserslautern).

### Digitales Radio (DAB)
DAB wird im Gleichwellenbetrieb mit anderen Sendern ausgestrahlt. Die Aufschaltung des DAB-Kanals 7B, dem landesweiten Multiplex des Hessischen Rundfunks erfolgte am 4. Mai 2022.
| Block                        | Programme | ERP (kW) | Antennendiagramm rund (ND)/gerichtet (D) | Gleichwellennetz (SFN) |
| ---------------------------- | --- | -------- | ---------------------------------------- | --- |
| 5C DR Deutschland (D__00188) | DAB+ Block der Media Broadcast: - Absolut relax (72 kbps) - Dlf (104 kbps) - Dlf Kultur (112 kbps) - Dlf Nova (104 kbps) - DRadio DokDeb (48 kbps) - Energy Digital (72 kbps) - ERF Plus (64 kbps) - Klassik Radio (72 kbps) - Radio Bob (72 kbps) - Radio Horeb (48 kbps) - Radio Schlagerparadies (64 kbps) - Schwarzwaldradio (64 kbps) - sunshine live (72 kbps) - DRadio Daten (32 kbps Daten) - EPG Deutschland (16 kbps Daten) - TPEG (16 kbps Daten) - TPEG_MM (16 kbps Daten) | 5        | D (320°-180°)                            | - Baden-Württemberg: Aalen, Baden-Baden (Fremersberg), Bad Mergentheim, Blauen, Brandenkopf, Donaueschingen, Feldberg im Schwarzwald, Freiburg (Vogtsburg-Totenkopf), Geislingen (Oberböhringen), Großerlach (Hohe Brach), Heidelberg (Königstuhl), Heilbronn (Schweinsberg), Hochrhein (Rickenbach), Hornisgrinde, Pforzheim (Schömberg-Langenbrand), Raichberg, Ravensburg (Höchsten), Reutlingen, Stuttgart (Frauenkopf), Ulm (Kuhberg) - Bayern: Amberg (Hirschau), Aschaffenburg (Pfaffenberg), Augsburg (Hotelturm), Bad Tölz (Gaißach), Balderschwang, Bamberg (Geisberg), Büttelberg, Brotjacklriegel, Dillberg, Grünten, Herzogstand, Hochberg (Traunstein), Hoher Bogen, Inntal (Ebbs), Ingolstadt (Gelbelsee), Kreuzberg/Rhön, Landshut (Altdorf), München (Olympiaturm), Nennslingen (Büchelberg), Nürnberg, Oberammergau, Ochsenkopf, Passau, Pfänder, Pfaffenhofen, Pfarrkirchen, Pfronten, Regensburg (Hohe Linie), Unterringingen, Untersberg, Wendelstein (Bayrischzell), Würzburg (Frankenwarte) - Berlin: Berlin (Alexanderplatz), Berlin (Scholzplatz) - Brandenburg: Bad Belzig, Booßen, Brandenburg/Havel, Calau, Casekow, Cottbus, Eberswalde (geplant), Eisenhüttenstadt, Neuruppin (geplant), Petkus, Pritzwalk, Templin - Bremen: Bremen (Walle), Bremerhaven-Schiffdorf - Hamburg: Hamburg (Moorfleet), Hamburg (Heinrich-Hertz-Turm) - Hessen: Bad Hersfeld (Rimberg), Biedenkopf (Sackpfeife), Fulda (Hummelskopf), Frankfurt (Europaturm), Gelnhausen (Schnepfenkopf), Gießen (Dünsberg), Großer Feldberg, Hardberg, Hohe Wurzel, Hoher Meißner, Kassel (Habichtswald), Mainz-Kastel - Mecklenburg-Vorpommern: Garz (Rügen), Güstrow, Malchin, Neubrandenburg-Süd, Neustrelitz (geplant), Rostock (Toitenwinkel), Röbel, Schwerin (Zippendorf-Gr.Dreesch), Torgelow, Wismar/Rüggow, Züssow - Niedersachsen: Aurich-Popens, Braunschweig (Broitzem), Braunschweig (Drachenberg), Cuxhaven-Stadt, Dannenberg, Göttingen (Bovenden-Osterberg), Hannover (Telemax), Lingen, Lüneburg-Neu Wendhausen, Molbergen-Peheim, Osnabrück (Bramsche-Schleptruper Egge), Hildesheim (Sibbesse), Steinkimmen, Uelzen, Visselhövede, Wilhelmshaven - Nordrhein-Westfalen: Aachen (Karlshöhe), Bergneustadt-Wiedenest (R), Bielefeld (Hünenburg), Bonn (Venusberg), Dortmund (Florianturm), Düsseldorf (Rheinturm), Eggegebirge, Herscheid, Hochsauerland (Hunau), Hürtgenwald-Großhau, Köln (Colonius), Langenberg, Lügde-Rischenau (Köterberg), Meschede (geplant), Minden (Jakobsberg), Münster (Fernmeldeturm), Schöppingen, Siegen-Süd, Wesel - Rheinland-Pfalz: Bad Kreuznach (Schanzenkopf), Bad Marienberg (Westerwald), Bornberg, Daun (Eifel), Edenkoben (Kalmit), Heckenbach-Schöneberg (Ahrweiler), Haardtkopf (geplant), Idar-Oberstein, Kaiserslautern, Kettrichhof, Koblenz (Kühkopf), Schnee-Eifel (geplant), Trier (Petrisberg) - Saarland: Merzig-Merchingen, Saarbrücken (Schoksberg) - Sachsen: Chemnitz, Dresden, Geyer, Leipzig, Löbau, Neustadt, Niederschöna (geplant), Oschatz, Schöneck, Zwickau Ost - Sachsen-Anhalt: Brocken, Burg, Dequede, Petersberg, Pettstädt (Weißenfels), Schneidlingen, Wittenberg - Schleswig-Holstein: Bungsberg, Bredstedt, Flensburg, Garding, Heide, Helgoland, Hennstedt, Itzehoe, Kiel (Kronshagen), Lübeck (Stockelsdorf), Schleswig, Niebüll (Süderlügum), Westerland (Sylt) - Thüringen: Bleßberg (Sonneberg), Erfurt-Hochheim, Gera, Inselsberg, Jena (Oßmaritz), Kulpenberg, Lobenstein (Sieglitzberg), Saalfeld (Remda), Weimar (Ettersberg) |
| 7B hr Radio (D__30122)       | DAB+-Multiplex des HR: - hr1 Rhein-Main (Süd) (88 kbps) - hr1 Nordhessen (Nord) (88 kbps) - hr1 Mittelhessen (Mitte) (88 kbps) - hr2 (136 kbps) - hr3 Rhein-Main (Süd) (88 kbps) - hr3 Nordhessen (Nord) (88 kbps) - hr3 Mittelhessen (Mitte) (88 kbps) - hr4 Rhein-Main (Süd) (88 kbps) - hr4 Nordhessen (Nord) (88 kbps) - hr4 Mittelhessen (Mitte) (88 kbps) - YOU FM (88 kbps) - hr-iNFO (88 kbps) - hr EPG (32 kbps) - hr journaline (32 kbps) - hr TPEG (32 kbps)                | 5        | D (320°-180°)                            | - Nordhessen: Habichtswald, Hoher Meißner, Holzminden-Neuhaus, Haina/Hohes Lohr (geplant) - Osthessen: Heidelstein/Rhön, Kreuzberg, Rimberg, Schlüchtern, Bad Hersfeld (Wippershainer Höhe) (geplant) - Mittelhessen: Biedenkopf (Sackpfeife), Diez/Lahntal, Gießen (Dünsberg), Herborn-Burg, Driedorf/Höllberg (Westerwald), Hoherodskopf (Vogelsberg) (geplant) - Rhein/Main: Großer Feldberg (Taunus), Frankfurt (Europaturm), Gelnhausen (Schnepfenkopf), Hohe Wurzel, Mainz-Kastel - Südhessen: Darmstadt-Weiterstadt, Hardberg, Würzberg, Krehberg (Odenwald) (geplant) |

### Digitales Fernsehen

#### DVB-T
Am 4. Oktober 2004 und schließlich am 6. Dezember 2004 startete am Standort Hohe Wurzel schrittweise DVB-T im Gleichwellenbetrieb mit anderen Sendestandorten. Bis 29. Mai 2006, als die restlichen Gebiete Hessens auf DVB-T umgestellt wurden, war dieses Gleichwellennetz auf hessischem Gebiet das Erste seiner Art. Am 29. März 2017 wurde DVB-T an diesem Standort zugunsten des neueren Standards DVB-T2 HD abgeschaltet.
| Kanal | Frequenz (MHz) | Multiplex                                                          | Programme im Multiplex | ERP (kW) | Antennendiagramm rund (ND)/ gerichtet (D) | Polarisation horizontal (H)/ vertikal (V) | Modulations- verfahren | FEC | Guard- intervall | Bitrate (MBit/s) | SFN |
| ----- | -------------- | ------------------------------------------------------------------ | --- | -------- | ----------------------------------------- | ----------------------------------------- | ---------------------- | --- | ---------------- | ---------------- | --- |
| 22    | 482            | ZDFmobil                                                           | - ZDF - 3sat - ZDFinfo - KiKA (06–21:00 Uhr)/ZDFneo (21–06:00 Uhr)                                                                                                  | 100      | D (120°-140°)                             | V                                         | 16-QAM (8-k-Modus)     | 2/3 | 1/4              | 13,27            | Großer Feldberg, Europaturm, Fernmeldeturm Hohe Wurzel, Rimberg (Knüll)                                                 |
| 34    | 578            | RTL Group Hessen                                                   | - RTL Television (Hessen) - RTL II - Super RTL - VOX | 100      | D (120°-140°)                             | V                                         | 16-QAM (8-k-Modus)     | 2/3 | 1/4              | 13,27            | Großer Feldberg, Europaturm, Fernmeldeturm Hohe Wurzel                                                                  |
| 37    | 602            | ARD Digital (hr)                                                   | - Das Erste (hr) - Phoenix - ARTE - tagesschau24 | 100      | D (120°-140°)                             | V                                         | 16-QAM (8-k-Modus)     | 2/3 | 1/4              | 13,27            | Großer Feldberg (Taunus), Europaturm (Frankfurt), Fernmeldeturm Hohe Wurzel (Taunus bei Wiesbaden), Würzberg (Odenwald) |
| 39    | 618            | ARD regional (hr) Rhein-Main                                       | - hr-fernsehen - Bayerisches Fernsehen Nord (Franken) - SWR Fernsehen Rheinland-Pfalz - rbb Fernsehen Berlin                                                        | 100      | D (120°-140°)                             | V                                         | 16-QAM (8-k-Modus)     | 2/3 | 1/4              | 13,27            | Großer Feldberg, Europaturm, Fernmeldeturm Hohe Wurzel                                                                  |
| 52    | 722            | Gemischt privat Rhein-Main (Media Broadcast, BetaDigital [Tele 5]) | - Tele 5 - QVC - rheinmaintv (20–24:00 Uhr) / Channel 21 (00–20:00 Uhr) - iM1 (20–12:00 Uhr) / Anixe (12–20:00 Uhr) - multithek (HbbTV-Dienst mit mehreren Streams) | 100      | D (120°-140°)                             | V                                         | 16-QAM (8-k-Modus)     | 2/3 | 1/4              | 13,27            | Großer Feldberg, Europaturm, Fernmeldeturm Hohe Wurzel                                                                  |
| 54    | 738            | ProSiebenSat.1 Media Hessen                                        | - ProSieben - Sat.1 (Hessen/Rheinland-Pfalz) - kabel eins - N24 - Sixx                                                                                              | 100      | D (120°-140°)                             | V                                         | 16-QAM (8-k-Modus)     | 2/3 | 1/4              | 13,27            | Großer Feldberg, Europaturm, Fernmeldeturm Hohe Wurzel                                                                  |

Seit der Frequenzauktion 2010 für LTE ist der Bereich über Kanal 60 für andere Dienste reserviert, siehe Digitale Dividende.
Zusätzlich sind im Rhein-Main Gebiet je nach Lage weitere DVB-T Standorte empfangbar.

#### DVB-T2 HD
Am 31. Mai 2016 wurde mit der Ausstrahlung des hochauflösenden DVB-T2 HD auf der Hohen Wurzel begonnen. Seit diesem Zeitpunkt können in HD Das Erste, Pro Sieben, Sat 1, RTL, Vox und das ZDF über Antenne auf Kanal 59 von der Hohen Wurzel empfangen werden. Die Sendeanlagen auf dem Großen Feldberg sowie dem Europaturm in Frankfurt am Main strahlen ebenfalls auf Kanal 59 das HD-Signal ab. Am 29. März 2017 ist der Regelbetrieb von DVB-T2 gestartet.
| Kanal | Frequenz (MHz) | Multiplex                                              | Programme im Multiplex | ERP (kW) | Antennendiagramm rund (ND)/ gerichtet (D) | Polarisation horizontal (H)/ vertikal (V) | Modulations- verfahren | FEC | Guard- intervall | Bitrate (MBit/s) | SFN |
| ----- | -------------- | ------------------------------------------------------ | --- | -------- | ----------------------------------------- | ----------------------------------------- | ---------------------- | --- | ---------------- | ---------------- | --- |
| 22    | 482            | ZDFmobil                                               | - ZDF HD - 3sat HD - ZDFinfo HD - KiKA HD - ZDFneo HD | 50       | ND                                        | V                                         | 64-QAM (16-k-Modus)    | 1/2 | 19/128           | 21,50            | Großer Feldberg, Europaturm, Fernmeldeturm Hohe Wurzel, Rimberg (Knüll)                                                 |
| 34    | 578            | ARD regional (hr) Rhein-Main                           | - hr-fernsehen HD - Bayerisches Fernsehen Nord HD (Franken) - SWR Fernsehen Rheinland-Pfalz HD - NDR Fernsehen HD Niedersachsen - rbb HD Fernsehen Berlin | 50       | ND                                        | V                                         | 64-QAM (16-k-Modus)    | 1/2 | 19/128           | 21,65            | Großer Feldberg, Europaturm, Fernmeldeturm Hohe Wurzel                                                                  |
| 37    | 602            | RTL Group Media Broadcast, freenet TV                  | - RTL HD (verschlüsselt) - RTL II HD (verschlüsselt) - Super RTL HD (verschlüsselt) - RTL Nitro HD (verschlüsselt) - n-tv HD (verschlüsselt) - VOX HD (verschlüsselt) - Tele 5 HD (verschlüsselt)                                                                     | 50       | ND                                        | V                                         | 64-QAM (32-k-Modus)    | 2/3 | 1/16             | 27,50            | Großer Feldberg (Taunus), Europaturm (Frankfurt), Fernmeldeturm Hohe Wurzel (Taunus bei Wiesbaden), Würzberg (Odenwald) |
| 39    | 618            | ARD Digital (hr)                                       | - Das Erste HD - Phoenix HD - arte HD - tagesschau24 HD - one HD | 50       | ND                                        | V                                         | 64-QAM (16-k-Modus)    | 1/2 | 19/128           | 18,00            | Großer Feldberg, Europaturm, Fernmeldeturm Hohe Wurzel                                                                  |
| 54    | 738            | ProSiebenSat.1 Media Media Broadcast, freenet TV       | - ProSieben HD (verschlüsselt) - Sat.1 HD (Hessen/Rheinland-Pfalz) (verschlüsselt) - kabel eins HD (verschlüsselt) - N24 HD (verschlüsselt) - ProSieben Maxx HD (verschlüsselt) - Sat.1 Gold HD (verschlüsselt) - Sport1 HD (verschlüsselt) - Sixx HD (verschlüsselt) | 50       | ND                                        | V                                         | 64-QAM (32-k-Modus)    | 2/3 | 1/16             | 27,80            | Großer Feldberg, Europaturm, Fernmeldeturm Hohe Wurzel                                                                  |
| 59    | 778            | Gemischt privat Rhein-Main Media Broadcast, freenet TV | - DMAX HD (verschlüsselt) - Eurosport HD (verschlüsselt) - Nickelodeon HD (verschlüsselt) - Testbild (verschlüsselt) - Bibel TV HD - HSE24 HD - QVC HD - freenet info                                                                                                 | 50       | ND                                        | V                                         | 64-QAM (32-k-Modus)    | 2/3 | 1/16             | 26,40            | Großer Feldberg, Europaturm, Fernmeldeturm Hohe Wurzel                                                                  |

### Amateurfunkdienst
Auf dem Fernmeldeturm befindet sich ferner auf ca. 710 Meter ü. NHN ein Amateurfunkdienstrelais.
| Relaistyp | Rufzeichen | Band     | Sonstiges                                                               |
| --------- | ---------- | -------- | ----------------------------------------------------------------------- |
| FM-Relais | DB0VA      | 70/23 cm | FM 439,325 MHz / FM 1298,600 MHz / DMR 438,1875 MHz / DSTAR 438,325 MHz |